# Shanghai Radio
Shanghai Radio (Rufzeichen XSG) ist eine Küstenfunkstelle. Sie sendet auf 458 und 500 kHz (Langwelle). Ein zweiter Dienst XSG21 wird auf 522,5 kHz übertragen. Telegrafie wird auf den Grenzwellen 2605 und 2610 kHz betrieben. Weiterhin nutzt Shanghai Radio eine Reihe von weiteren Frequenzen für unterschiedliche Betriebsarten.